# Мондоньєдо
Мондоньєдо (гал. Mondoñedo, ісп. Mondoñedo) — муніципалітет в Іспанії, у складі автономної спільноти Галісія, у провінції Луго. Населення — 4508 осіб (2009).
Муніципалітет розташований на відстані близько 450 км на північний захід від Мадрида, 48 км на північ від Луго.
Муніципалітет складається з таких паррокій: Аргомосо, О-Карме, А-Коубоейра, Фігейрас, Ліндін, Масма, Мондоньєдо, Ойран, Ос-Ремедіос, Сан-Вісенте-де-Трігас, Санта-Марія-Майор, Сантьяго-де-Мондоньєдо, Сасдонігас, Віламор, Вілоальє.

## Релігія
- Центр Мондоньєдо-Феррольської діоцезії Католицької церкви.

## Демографія
Динаміка населення (INE ):

## Галерея зображень

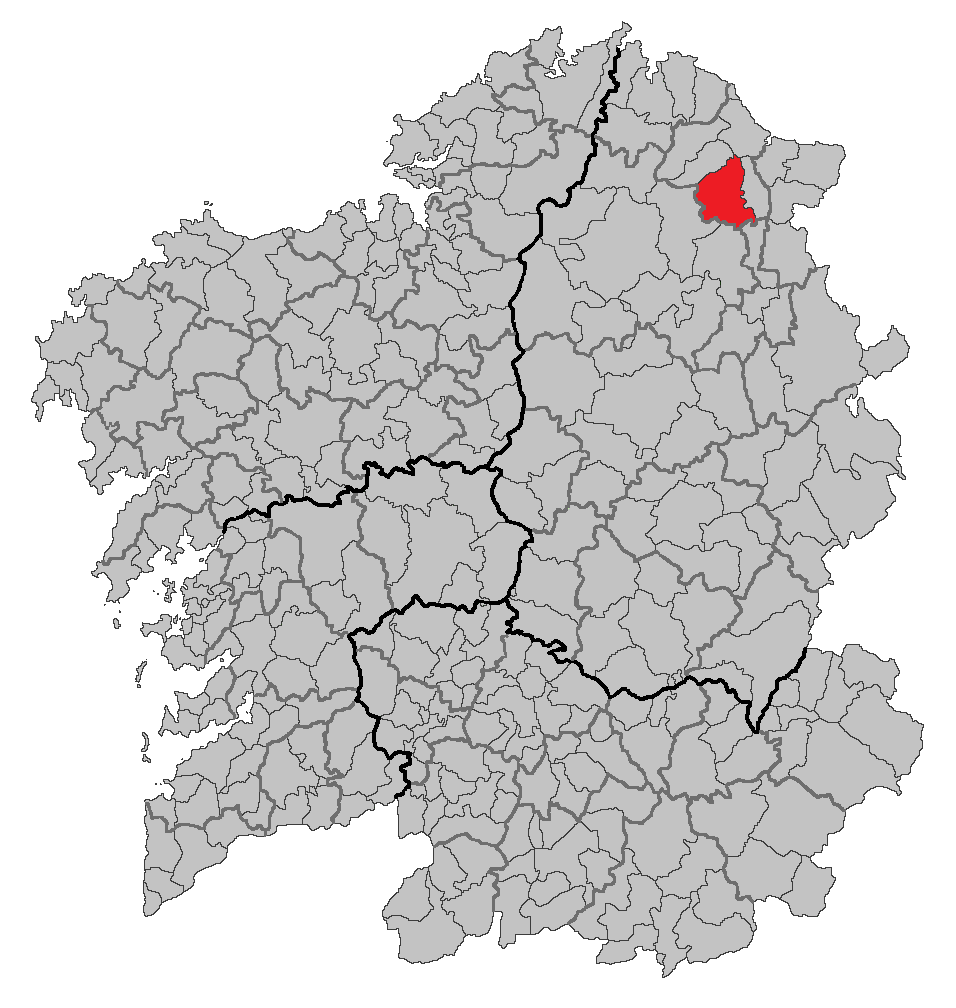
Розташування муніципалітету
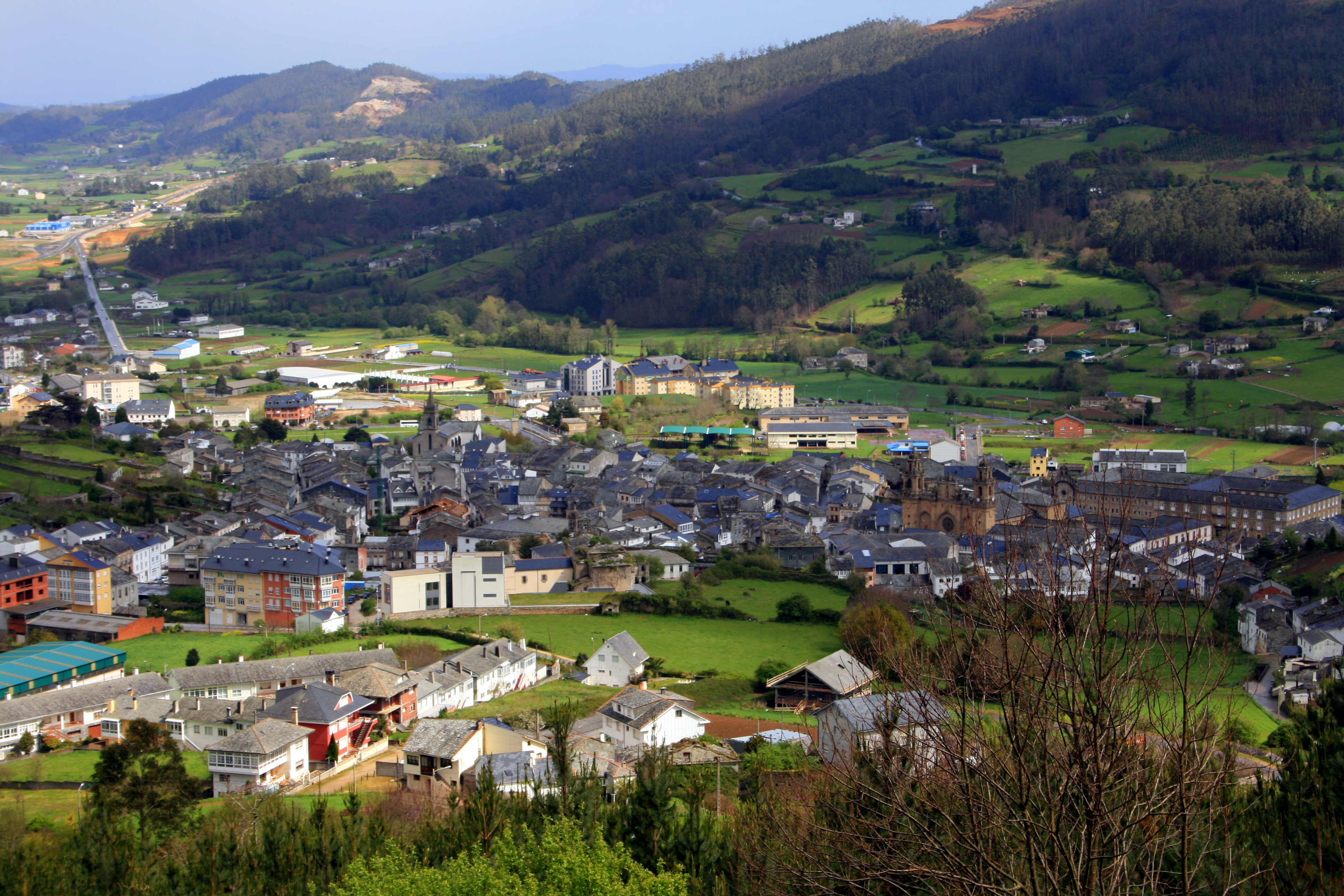
Панорама, Мондоньєдо (2008)